# Институт Энрико Ферми
«Институт Энрико Ферми» (англ. Enrico Fermi Institute, EFI) — научно-исследовательское учреждение в составе Чикагского университета (США). Назван в честь итало-американского физика Энрико Ферми, который в последние свои годы работал профессором в этом Институте.

## История
Институт Энрико Ферми был основан в сентябре 1945 года в составе Чикагского университета и первоначально назывался «Институт ядерных исследований» (англ. Institute for Nuclear Studies). Первым его директором стал физик, участник Манхэттенского проекта, Сэмюэл Кинг Аллисон. 20 ноября 1955 года Институт был переименован в «Институт ядерных исследований Энрико Ферми» (англ. The Enrico Fermi Institute for Nuclear Studies). В январе 1968 года название было сокращено до современного, а тематика исследований значительно расширена.

## Тематика деятельности
- Теоретическая и экспериментальная физика элементарных частиц.
- Общая теория относительности.
- Астрофизика и космология.
- Электронная микроскопия.
- Ионная микроскопия и масс-спектрометрия вторичных ионов.
- Nonimaging optics и концентрация солнечной энергии.
- Геохимия, космохимия и ядерная химия.

## Известные сотрудники
- Андерсон, Герберт Лоуренс
- Каданов, Лео
- Колб, Эдвард
- Кронин, Джеймс Уотсон
- Намбу, Йоитиро
- Тернер, Майкл
- Уолд, Роберт
- Ферми, Энрико
- Хартл, Джеймс
- Хоган, Крейг
- Юри, Гарольд Клейтон
- Роберт Г. Сакс